# Зеленый, Семён
Семён (Семейка) Зелёный — дьяк и воевода во времена правления Михаила Фёдоровича.

## Биография
В официальной родословной росписи не указан. Выборный, подписавшийся под грамотой об избрании на царский престол Михаила Фёдоровича Романова (1613). Дьяк и воевода: в Туле (1615), на Двине и Холмогорах (1616—1622). Неоднократно приглашаем к Государеву столу (1622—1624). Пристав при царевиче Юргенском Авгане (1622). Приглашен на свадьбу царевича Михаила Кайбулатовича (1623).